# American Pie (bande originale)
Pour les articles homonymes, voir American Pie.
Bandes originales de American Pie
American Pie 2
(2001)
American Pie - Music from the Motion Picture, est la bande originale distribuée par Universal Records, de la comédie américaine, American Pie, réalisée par les frères, Paul et Chris Weitz sortie en 1999. Le compositeur David Lawrence, qui a écrit la partition musicale du film, n'apparait pas dans cet album.

## Liste des titres
| 1.    | New Girl                | Third Eye Blind     | 2:14 |
| 2.    | You Wanted More         | Tonic               | 3:52 |
| 3.    | Mutt                    | Blink-182           | 3:23 |
| 4.    | Glory                   | Sugar Ray           | 3:29 |
| 5.    | Super Down              | Super Translantic   | 4:17 |
| 6.    | Find Your Way Back Home | Dishwalla           | 4:04 |
| 7.    | Good Morning Baby       | Dan Wilson          | 3:34 |
| 8.    | Stranger By The Day     | Shades Apart        | 4:02 |
| 9.    | Summertime              | Bachelor Number One | 3:46 |
| 10.   | Vintage Queen           | Goldfinger          | 3:04 |
| 11.   | Sway                    | Bic Runga           | 4:22 |
| 12.   | Wishen                  | Loose Nuts          | 3:04 |
| 13.   | Man With The Hex        | Atomic Fireballs    | 3:01 |
| 46:12 |                         |                     |      |

## Musiques additionnelles
- Outre les titres présents, sur l'album, on entend aussi durant le film les morceaux suivants [1] :
  - Anomaly (Calling Your Name)
    - Écrit par BT[2]
    - Interprété par Libra Presents Taylor
    - Avec l'aimable autorisation de Musicnow Records

  - At Last
    - Musique de Harry Warren
    - Textes de Mack Gordon
    - Interprété par Etta James
    - Avec l'aimable autorisation de MCA Records
    - Sous licence d'Universal Music Special Markets

  - Celebrity Skin
    - Écrit par Courtney Love, Eric Erlandson, Billy Corgan
    - Interprété par Hole
    - Avec l'aimable autorisation de DGC Records
    - Sous licence d'Universal Music Special Markers

  - Don't You Forget About Me
    - Écrit par Steve Schiff, Keith Forsey
    - Interprété par Simple Minds

  - Do You Believe in Magic
    - Écrit par John Sebastian

  - Everything To Everyone
    - Écrit par Art Alexakis, Craig Montoya, Greg Eklund
    - Interprété par Everclear
    - Avec l'aimable autorisation de Capitol Records
    - Sous licence d'EMI Music Special Markets

  - Flagpole Sitta
    - Écrit par Evan Sult, Scan Nelson, Aaron Huffman, Jeff Lin
    - Interprété par Harvey Danger
    - Avec l'aimable autorisation de Slash/London Records USA

  - Following a Star
    - Écrit par Dan Clark
    - Interprété par Duke Daniels
    - Avec l'aimable autorisation d'E Pluribus Unum Recordings, L.L.C.

  - Going To Hell
    - Écrit par The Brian Jonestown Massacre
    - Interprété par The Brian Jonestown Massacre
    - Sous licence de TVT Records

  - How Sweet It Is (To Be Loved By You)
    - Écrit par Brian Holland, Lamont Dozier, Eddie Holland[3]

  - I Never Thought You Would Come
    - Écrit par Loni Rose
    - Interprété par Loni Rose
    - Avec l'aimable autorisation de Wayne Ledbetter for Eric Godtland
    - Management, Inc.

  - I Walk Alone
    - Écrit par Thomas Flowers, Doug Eldridge, Ric Ivanesivich, Fred Nelson Jr.
    - Interprété par Oleander
    - Avec l'aimable autorisation de Republic Records / Universal Records
    - Sous licence d'Universal Music Special Markets

  - Love Muscle
    - Écrit par Carvin Knowles
    - Interprété par The SEX-O-RAMA Band
    - Avec l'aimable autorisation d'Oglio Records, a division of The Oglio
    - Entertainment Group, Inc.

  - Midnight at the Oasis
    - Écrit par David Nichtern

  - Mrs. Robinson
    - Écrit par Paul Simon
    - Interprété par Simon et Garfunkel
    - Avec l'aimable autorisation de Columbia Records
    - Par arrangement avec Sony Music Licensing

  - One Week
    - Écrit par Ed Robertson
    - Interprété par Barenaked Ladies
    - Avec l'aimable autorisation de Reprise Records
    - Par arrangement avec Warner Special Products

  - Rockafella Skank
    - De Fatboy Slim

  - Semi-Charmed Life
    - Écrit par Stephan Jenkins
    - Interprété par Third Eye Blind
    - Avec l'aimable autorisation d'Elektra Entertainment Group
    - Par arrangement avec Warner Special Products

  - The Sign
    - Écrit par Buddha, Joker, Jenny, Linn

  - Turn It Around
    - Écrit par Marc Dauer, Jay Schwartz
    - Interprété par Five Easy Pieces
    - Avec l'aimable autorisation de MCA Records
    - Sous licence d'Universal Music Special Markets

  - Walk, Don't Run
    - Écrit par Johnny Smith
    - Interprété par The Ventures
    - Avec l'aimable autorisation d'EMI Records
    - Sous licence d'EMI Music Special Markets

  - Following A Star (non crédité)
    - Interprété par Duke Daniels